# 張翥 (天順進士)
張翥（1430年—1506年），字汝振，直隸蘇州府長洲縣人，明朝政治人物。進士出身。

## 生平
景泰四年癸酉科應天府鄉試第一百六十一名。天順元年（1457年）丁丑科會試二百一名，殿試登進士第二甲第六十三名。授工部都水司主事，改虞衡司，又改南京刑部山东司，歴员外郎、郎中，出知江西南昌府，进河南布政司治參政、云南按察使致仕。以子张约贵进阶正议大夫、勲资治尹。明武宗登极，以诏恩进中奉大夫。正德元年丙寅冬十月二十九日卒于家，春秋七十有七。

## 家族
曾祖張□進，曾任浙江诸暨知縣、祖父張文淵、父張樞 。母陸氏。